# Cissus guerkeana
Cissus guerkeana är en vinväxtart som först beskrevs av Büttn., och fick sitt nu gällande namn av Théophile Alexis Durand och H. Schinz. Cissus guerkeana ingår i släktet Cissus och familjen vinväxter. Inga underarter finns listade i Catalogue of Life.